# شالح
شالح (بالعبرية: שֶׁלַח) وشخصية توراتية مذكورة في العهد القديم في سفر التكوين، وهو أبو عابر من أجداد إبراهيم. في خط الأجداد من نوح إلى إبراهيم ، هو ابن أرفخشذ (في النص الماسوري والتوراة السامرية ) بينما في السبعينية هو ابن قينان وأبو عابر.
يتفق كل من إنجيل لوقا وكتاب اليوبيلات مع السبعينية في جعل شالح بن قينان، مضيفًا المعلومات التي تفيد بأن والدته ميلكا (ابنة مادي)، وأن اسم زوجته معاك ابنة كيسد. حسب الماسورية فإن عمر شالح عند الوفاة هو 433 سنة، بينما حسب السبعينية فإن عمره 460 سنة، وحسب التوراة السامرية فإن عمره 460 سنة.

## النسب
شيلاح هو: ابن أرفخشذ ابن سام ابن نوح أي أن شيلاح هو الحفيد الثالث للنبي نوح من جهة سام.

## في التوراة
ورد ذكره في سفر التكوين – الإصحاح 10 و11 «وَعَاشَ أَرْفَكْشَادُ خَمْسًا وَثَلاَثِينَ سَنَةً وَوَلَدَ شَالَحَ، وَعَاشَ أَرْفَكْشَادُ بَعْدَ مَا وَلَدَ شَالَحَ أَرْبَعَ مِئَةٍ وَثَلاَثَ سِنِينَ، وَوَلَدَ بَنِينَ وَبَنَاتٍ» ثم أنجب شالح: عيبر (Eber)، الذي يُنسب إليه العرب والعبرانيون (منه جاءت تسمية "العبريين").

## في الإسلام
رغم أن القرآن الكريم لا يذكر شالح بالاسم، فإن كتب التفسير والتاريخ الإسلامي (مثل الطبري وابن كثير) تنقله ضمن سلسلة النسب بين نوح وإبراهيم . وورد أن نسب النبي إبراهيم  هو: > "إبراهيم بن تارح (آزر) بن ناحور بن ساروغ بن رعو بن فالغ بن عيبر بن شيلاح بن أرفخشذ بن سام بن نوح" ويظهر من هذا أن شيلاح هو: الجد الرابع للنبي إبراهيم.
وقد ربط بعض المفسرون المسلمون شخصية النبي صالح القرآنية بشالح حفيد سام بن نوح الوارد في التوراة فقيل انه صالح بن جابر بن ثمود بن جاثر بن إرم بن سام بن نوح. أو صالح بن عبيد بن جابر بن إرم بن سام بن نوح، علي الرغم من أن التوراة لا تذكر تفاصيل عن حياة شالح أو نبوته ومعجزاته.